# 24 Heures de Spa 2005
Navigation
Édition précédente Édition suivante
Les 24 Heures de Spa 2005, (Proximus 24 Hours of Spa 2005) disputées les 30 juillet 2005 et 31 juillet 2005 sur le circuit de Spa-Francorchamps, sont la cinquante-huitième édition de l'épreuve et la sixième manche du championnat FIA GT 2005.

## Course

### Classement de la course
Les voitures ne parcourant pas 70% de la distance du gagnant sont non classées (NC).
| Pos.   | Catégorie | N°  | Écurie                             | Pilotes                                                                 | Châssis                   | Pneus | Tours/Abandon |
| Pos.   | Catégorie | N°  | Écurie                             | Pilotes                                                                 | Moteur                    | Pneus | Tours/Abandon |
| ------ | --------- | --- | ---------------------------------- | ----------------------------------------------------------------------- | ------------------------- | ----- | ------------- |
| 1      | GT1       | 9   | Vitaphone Racing                   | Eric van de Poele Michael Bartels Timo Scheider                         | Maserati MC12 GT1         | P     | 576           |
| 1      | GT1       | 9   | Vitaphone Racing                   | Eric van de Poele Michael Bartels Timo Scheider                         | Maserati 6.0L V12         | P     | 576           |
| 2      | GT1       | 15  | JMB Racing                         | Andrea Bertolini Karl Wendlinger Philipp Peter                          | Maserati MC12 GT1         | P     | 574           |
| 2      | GT1       | 15  | JMB Racing                         | Andrea Bertolini Karl Wendlinger Philipp Peter                          | Maserati 6.0L V12         | P     | 574           |
| 3      | GT1       | 11  | Larbre Compétition                 | Vincent Vosse Kurt Mollekens Christophe Bouchut Gabriele Gardel         | Ferrari 550-GTS Maranello | M     | 567           |
| 3      | GT1       | 11  | Larbre Compétition                 | Vincent Vosse Kurt Mollekens Christophe Bouchut Gabriele Gardel         | Ferrari 5.9 V12           | M     | 567           |
| 4      | GT1       | 12  | Larbre Compétition                 | Lilian Bryner Enzo Calderari Steve Zacchia Frédéric Bouvy               | Ferrari 550-GTS Maranello | M     | 562           |
| 4      | GT1       | 12  | Larbre Compétition                 | Lilian Bryner Enzo Calderari Steve Zacchia Frédéric Bouvy               | Ferrari 5.9 V12           | M     | 562           |
| 5      | GT1       | 29  | Aston Martin Racing†               | Marc Goossens Peter Kox Pedro Lamy                                      | Aston Martin DBR9         | M     | 557           |
| 5      | GT1       | 29  | Aston Martin Racing†               | Marc Goossens Peter Kox Pedro Lamy                                      | Aston Martin 6.0L V12     | M     | 557           |
| 6      | GT1       | 28  | Aston Martin Racing†               | David Brabham Darren Turner Stéphane Sarrazin                           | Aston Martin DBR9         | M     | 555           |
| 6      | GT1       | 28  | Aston Martin Racing†               | David Brabham Darren Turner Stéphane Sarrazin                           | Aston Martin 6.0L V12     | M     | 555           |
| 7      | GT2       | 66  | GruppeM Racing                     | Marc Lieb Mike Rockenfeller Lucas Luhr                                  | Porsche 911 GT3 RSR       | M     | 541           |
| 7      | GT2       | 66  | GruppeM Racing                     | Marc Lieb Mike Rockenfeller Lucas Luhr                                  | Porsche 3.6L Flat-6       | M     | 541           |
| 8      | GT1       | 22  | Renstal Excelsior                  | Marc Duez Jos Menten Bruno Hernandez Eric Cayrolle                      | Chevrolet Corvette C5-R   | M     | 536           |
| 8      | GT1       | 22  | Renstal Excelsior                  | Marc Duez Jos Menten Bruno Hernandez Eric Cayrolle                      | Chevrolet LS7r 7.0L V8    | M     | 536           |
| 9      | GT2       | 67  | Autorlando Sport                   | Luigi Moccia Franco Groppi Joël Camathias                               | Porsche 911 GT3 RSR       | P     | 535           |
| 9      | GT2       | 67  | Autorlando Sport                   | Luigi Moccia Franco Groppi Joël Camathias                               | Porsche 3.6L Flat-6       | P     | 535           |
| 10     | GT1       | 8   | Graham Nash Motorsport             | Mike Newton Thomas Erdos Michael Mallock Phil Bennett                   | Saleen S7-R               | P     | 529           |
| 10     | GT1       | 8   | Graham Nash Motorsport             | Mike Newton Thomas Erdos Michael Mallock Phil Bennett                   | Ford 7.0L V8              | P     | 529           |
| 11     | G2        | 191 | Renstal de Bokkenrijders TT Racing | Rudi Penders Franz Lamot Bart Couwberghs                                | Porsche 911 GT3 RS        | M     | 529           |
| 11     | G2        | 191 | Renstal de Bokkenrijders TT Racing | Rudi Penders Franz Lamot Bart Couwberghs                                | Porsche 3.6L Flat-6       | M     | 529           |
| 12     | G2        | 121 | Force One Racing                   | Richard Virenque François Labhardt Philippe Prette Didier de Radiguès   | Dodge Viper GTS-R         | P     | 509           |
| 12     | G2        | 121 | Force One Racing                   | Richard Virenque François Labhardt Philippe Prette Didier de Radiguès   | Dodge 8.0L V10            | P     | 509           |
| 13     | G2        | 190 | GPR Racing                         | Nicolas de Gastines Tom Cloet Bert van Rossem Danny De Laet             | Porsche 911 GT3 RS        | D     | 497           |
| 13     | G2        | 190 | GPR Racing                         | Nicolas de Gastines Tom Cloet Bert van Rossem Danny De Laet             | Porsche 3.6L Flat-6       | D     | 497           |
| 14     | G3        | 124 | Mühlner Motorsport                 | Chris Mattheus Steve Van Bellingen Armand Fumal Christophe Geoffroy     | Porsche 911 GT3 Cup       | M     | 495           |
| 14     | G3        | 124 | Mühlner Motorsport                 | Chris Mattheus Steve Van Bellingen Armand Fumal Christophe Geoffroy     | Porsche 3.6L Flat-6       | M     | 495           |
| 15     | GT1       | 3   | GPC Sport                          | Stéphane Lemeret Loïc Deman Jean-Philippe Belloc Stefano Livio          | Ferrari 575 GTC Maranello | P     | 492           |
| 15     | GT1       | 3   | GPC Sport                          | Stéphane Lemeret Loïc Deman Jean-Philippe Belloc Stefano Livio          | Ferrari 6.0 V12           | P     | 492           |
| 16     | GT2       | 69  | Proton Competition                 | Christian Ried Gerold Ried Horst Felbermayr Horst Felbermayr Jr.        | Porsche 911 GT3 RS        | D     | 489           |
| 16     | GT2       | 69  | Proton Competition                 | Christian Ried Gerold Ried Horst Felbermayr Horst Felbermayr Jr.        | Porsche 3.6L Flat-6       | D     | 489           |
| 17     | G2        | 170 | Ice Pol Racing Team                | Yves Lambert Christian Lefort Markus Palttala Jean André                | Porsche 911 GT3 RS        | D     | 486           |
| 17     | G2        | 170 | Ice Pol Racing Team                | Yves Lambert Christian Lefort Markus Palttala Jean André                | Porsche 3.6L Flat-6       | D     | 486           |
| 18     | G2        | 108 | Autorlando Sport                   | Daniel Model Giampaolo Tenchini Salvatore Riolo Dario Cerati            | Porsche 911 GT3 RSR       | P     | 477           |
| 18     | G2        | 108 | Autorlando Sport                   | Daniel Model Giampaolo Tenchini Salvatore Riolo Dario Cerati            | Porsche 3.6L Flat-6       | P     | 477           |
| 19     | GT2       | 88  | GruppeM Racing                     | Emmanuel Collard Tim Sugden Stéphane Ortelli                            | Porsche 911 GT3 RSR       | M     | 477           |
| 19     | GT2       | 88  | GruppeM Racing                     | Emmanuel Collard Tim Sugden Stéphane Ortelli                            | Porsche 3.6L Flat-6       | M     | 477           |
| 20     | GT2       | 55  | Embassy Racing                     | Ben Collins Neil Cunningham Sascha Maassen                              | Porsche 911 GT3 RSR       | D     | 476           |
| 20     | GT2       | 55  | Embassy Racing                     | Ben Collins Neil Cunningham Sascha Maassen                              | Porsche 3.6L Flat-6       | D     | 476           |
| 21     | G3        | 112 | Jean-Charles Levy                  | Philippe Nozière Rémy Brouard Philippe Levy Jean-Charles Levy           | Porsche 911 GT3 Cup       | ?     | 469           |
| 21     | G3        | 112 | Jean-Charles Levy                  | Philippe Nozière Rémy Brouard Philippe Levy Jean-Charles Levy           | Porsche 3.6L Flat-6       | ?     | 469           |
| 22     | G2        | 173 | Olivier Baron                      | André-Alain Corbel Olivier Baron Denis Cohignac Thierry Stépec          | Porsche 911 GT3 RS        | D     | 465           |
| 22     | G2        | 173 | Olivier Baron                      | André-Alain Corbel Olivier Baron Denis Cohignac Thierry Stépec          | Porsche 3.6L Flat-6       | D     | 465           |
| 23     | G2        | 111 | Signa Racing Team                  | Patrick Chaillet Laurent Nef Jacques Morlet                             | Porsche 911 GT3 Cup       | ?     | 461           |
| 23     | G2        | 111 | Signa Racing Team                  | Patrick Chaillet Laurent Nef Jacques Morlet                             | Porsche 3.6L Flat-6       | ?     | 461           |
| 24     | G2        | 107 | Scuderia Giudici                   | Gianni Giudici Diego Romanini Raffaele Raimondi                         | Maserati Gran Sport Light | P     | 435           |
| 24     | G2        | 107 | Scuderia Giudici                   | Gianni Giudici Diego Romanini Raffaele Raimondi                         | Maserati 4.2L V8          | P     | 435           |
| 25     | GT2       | 56  | Czech National Team                | Jan Vonka Miroslav Konôpka Antonio De Castro                            | Porsche 911 GT3 RS        | D     | 423           |
| 25     | GT2       | 56  | Czech National Team                | Jan Vonka Miroslav Konôpka Antonio De Castro                            | Porsche 3.6L Flat-6       | D     | 423           |
| 26 Abd | GT1       | 10  | Vitaphone Racing                   | Fabio Babini Thomas Biagi Jamie Davies                                  | Maserati MC12 GT1         | P     | 401           |
| 26 Abd | GT1       | 10  | Vitaphone Racing                   | Fabio Babini Thomas Biagi Jamie Davies                                  | Maserati 6.0L V12         | P     | 401           |
| 27 Abd | G2        | 106 | PSI Motorsport                     | Damien Coens Anthony Beltoise Jean-Luc Blanchemain                      | Porsche 911 GT3 RS        | D     | 342           |
| 27 Abd | G2        | 106 | PSI Motorsport                     | Damien Coens Anthony Beltoise Jean-Luc Blanchemain                      | Porsche 3.6L Flat-6       | D     | 342           |
| 28 Abd | G2        | 115 | EBRT Renstal de Bokkenrijders      | Olivier Muytjens Rafaël Coenen Roger Grouwels                           | Porsche 911 GT3 Cup       | P     | 218           |
| 28 Abd | G2        | 115 | EBRT Renstal de Bokkenrijders      | Olivier Muytjens Rafaël Coenen Roger Grouwels                           | Porsche 3.6L Flat-6       | P     | 218           |
| 29 Abd | G3        | 123 | Mühlner Motorsport                 | Vanina Ickx Heinz-Josef Bermes Jean-François Hemroulle Helmut Reis      | Porsche 911 GT3 Cup       | M     | 198           |
| 29 Abd | G3        | 123 | Mühlner Motorsport                 | Vanina Ickx Heinz-Josef Bermes Jean-François Hemroulle Helmut Reis      | Porsche 3.6L Flat-6       | M     | 198           |
| 30 Abd | GT1       | 16  | JMB Racing                         | Rob van der Zwaan Arjan van der Zwaan Peter Kutemann                    | Maserati MC12 GT1         | P     | 141           |
| 30 Abd | GT1       | 16  | JMB Racing                         | Rob van der Zwaan Arjan van der Zwaan Peter Kutemann                    | Maserati 6.0L V12         | P     | 141           |
| 31 Abd | GT1       | 14  | Lister Storm Racing                | Justin Keen Liz Halliday Jens Møller Bobby Verdon-Roe                   | Lister Storm GT           | D     | 134           |
| 31 Abd | GT1       | 14  | Lister Storm Racing                | Justin Keen Liz Halliday Jens Møller Bobby Verdon-Roe                   | Jaguar 7.0 V12            | D     | 134           |
| 32 Abd | GT1       | 17  | Russian Age Racing                 | Nikolai Fomenko Alexei Vasiliev Nicolas Minassian Jamie Campbell-Walter | Ferrari 550-GTS Maranello | M     | 96            |
| 32 Abd | GT1       | 17  | Russian Age Racing                 | Nikolai Fomenko Alexei Vasiliev Nicolas Minassian Jamie Campbell-Walter | Ferrari 5.9 V12           | M     | 96            |
| 33 Abd | G2        | 105 | Belgian Racing                     | Bas Leinders Renaud Kuppens Jérôme d'Ambrosio Sylvie Delcour            | Gillet Vertigo Streiff    | D     | 84            |
| 33 Abd | G2        | 105 | Belgian Racing                     | Bas Leinders Renaud Kuppens Jérôme d'Ambrosio Sylvie Delcour            | Alfa Romeo 3.6L V6        | D     | 84            |
| 34 Abd | GT1       | 2   | GPC Sport                          | Jean-Denis Delétraz Andrea Piccini Jaime Melo Gianni Morbidelli         | Ferrari 575 GTC Maranello | P     | 29            |
| 34 Abd | GT1       | 2   | GPC Sport                          | Jean-Denis Delétraz Andrea Piccini Jaime Melo Gianni Morbidelli         | Ferrari 6.0 V12           | P     | 29            |
| 35 Abd | G2        | 175 | Ian Khan                           | Paul Belmondo Ian Khan Charles de Pauw Alain van den Hove               | Porsche 911 GT3 RSR       | P     | 2             |
| 35 Abd | G2        | 175 | Ian Khan                           | Paul Belmondo Ian Khan Charles de Pauw Alain van den Hove               | Porsche 3.6L Flat-6       | P     | 2             |
| 36 Abd | GT2       | 74  | Ebimotors                          | Emanuele Busnelli Andrea Sovinco Yvan Jacoma Paolo Rapetti              | Porsche 911 GT3 RSR       | D     | 1             |
| 36 Abd | GT2       | 74  | Ebimotors                          | Emanuele Busnelli Andrea Sovinco Yvan Jacoma Paolo Rapetti              | Porsche 3.6L Flat-6       | D     | 1             |
| DSQ    | GT1       | 6   | GLPK-Carsport                      | Bert Longin Anthony Kumpen Mike Hezemans Jeroen Bleekemolen             | Chevrolet Corvette C5-R   | M     | 563           |
| DSQ    | GT1       | 6   | GLPK-Carsport                      | Bert Longin Anthony Kumpen Mike Hezemans Jeroen Bleekemolen             | Chevrolet LS7r 7.0L V8    | M     | 563           |

† – Ces voitures sont des équipes d'usine et ne marquent donc pas de points pour le championnat.